# 송재정
송재정(1973년 11월 28일 ~)은 1996년 폭소하이스쿨로 데뷔, SBS에서 방송작가를 시작해 '순풍산부인과', '웬만해선 그들을 막을 수 없다', '똑바로 살아라', '귀엽거나 미치거나'를 연달아 맡아 시트콤에서 이름이 알려졌다.
2007년 '거침없이 하이킥'에서 시트콤과 드라마, 미스터리 형식의 혼합이라는 새로운 방법으로 시도를 하였고 시청자로부터 신선한 느낌의 호평으로 인하여 주목을 받았다.
'크크섬의 비밀'에서 시트콤과 스릴러를 같은 형식으로 혼합하였다. 장르, 캐릭터, 플롯 등을 끊임없이 변주하며 다양하고 새로운 실험에 도전하길 즐기는 편이다.

## 학력
- 이화여자대학교 신문방송학과 학사(92학번)
- 연세대학교 언론홍보대학원 석사

## 주요 작품
- 2021년 유미의 세포들
- 2018년 알함브라 궁전의 추억
- 2016년 W
- 2015년 상애천사천년
- 2014년 삼총사
- 2014년 고교처세왕 - 원안
- 2013년 나인: 아홉 번의 시간여행
- 2012년 인현왕후의 남자
- 2010년 커피하우스
- 2008년 크크섬의 비밀
- 2006년 ~ 2007년 거침없이 하이킥
- 2005년 귀엽거나 미치거나
- 2002년 ~ 2003년 똑바로 살아라
- 2000년 ~ 2002년 웬만해선 그들을 막을 수 없다
- 1998년 ~ 2000년 순풍산부인과

## 수상 경력
- 2016년 MBC 연기대상 - 올해의 작가상 (《W》)
- 2016년 대한민국 콘텐츠 대상 - 방송영상산업발전부문 문화체육관광부 장관 표창 (《W》)
- 2013년 대한민국 콘텐츠 대상 - 방송영상산업발전부문 문화체육관광부 장관 표창 (《나인: 아홉 번의 시간여행》)
- 2007년 제20회 한국방송작가상 - 예능 부문 (《거침없이 하이킥》)
- 2003년 제4회 KIPA상 - 작가상 (《똑바로 살아라》)

## 저서
- 폭소하이스쿨
- 아이러브코미디
- 인생게임
- 이문세의 라이브
- 게임쇼,하이파이브
- 아빠는 시장님
- 순풍산부인과
- 웬만해선 그들을 막을 수 없다
- 똑바로 살아라